# Славољуб Ђукић
Славољуб Ђукић (Словац, 27. октобар 1928 — Београд, 12. јануар 2019) био је српски новинар и писац.

## Биографија
Рођен је 27. октобра 1928. у Словцу код Лајковца. У ратним условима похађао је гимназију у Ваљеву, а матурирао у Београду. Као шеснаестогодишњак, борац Прве пролетерске бригаде, прошао је ратни пут од Ваљева, преко Сремског фронта (где је рањен у шаку), до Трста. Био је командир радне бригаде на Посавском каналу и Брчко-Бановићи.
Новинарску каријеру почео је 1949. у "Спорту", а потом је био новинар "Вечерњих новости", "Борбе", "Политике". Од децембра 1979. до јануара 1981. био је главни уредник "НИН-а". Противно својој вољи пензионисан је 1987. године.
После пензионисања у 58. години живота наставио је да се бави писањем, а за књигу "Политичко гробље" награђен је наградом Десимир Тошић за најбољу књигу из области публицистике.
Био је један од аутора документарне серије "Тито - црвено и црно".

## Дела
- Човек у свом времену: разговори са Добрицом Ћосићем (1989)
- Слом српских либерала: технологија политичких обрачуна Јосипа Броза (1990)
- Како се догодио вођа: борбе за власт у Србији после Јосипа Броза (1992)
- Између славе и анатеме: политичка биографија Слободана Милошевића (1994)
- Он, она и ми (1997)
- Крај српске бајке (са наставком приче Он, она и ми) (1999)
- Ловљење ветра: политичка исповест Добрице Ћосића (2001)
- Политичко гробље (2009)